# Andy il re degli scherzi
Andy il re degli scherzi (What's with Andy?) è una serie televisiva animata canadese, statunitense e francese del 2001, basata sulla serie di libri Just! di Andy Griffiths.
La serie è stata trasmessa per la prima volta in Canada su Teletoon dal 30 giugno 2001 al 4 marzo 2007, per un totale di 78 episodi ripartiti su tre stagioni. In Italia è stata trasmessa su Jetix, K-2, K2 e Frisbee.
È l'ultimo lavoro al doppiaggio di Jaclyn Linetsky prima del suo decesso.

## Episodi
| Stagione         | Episodi | Prima TV USA | Prima TV Italia |
| ---------------- | ------- | ------------ | --------------- |
| Prima stagione   | 26      | 2001-2002    | 2007            |
| Seconda stagione | 26      | 2003-2004    |                 |
| Terza stagione   | 26      | 2006-2007    |                 |

## Personaggi e doppiatori
| Personaggio   | Dopp. originale   | Dopp. italiano   |
| ------------- | ----------------- | ---------------- |
| Andy Larkin   | Ian James Corlett | Paolo Vivio      |
| Danny Pickett |                   | Daniele Raffaeli |
| Jen Larkin    |                   |                  |
| Teri          |                   |                  |
| Lori Mackney  |                   |                  |
| Freida Larkin |                   |                  |
| Al Larkin     |                   |                  |